# Bonding (serial telewizyjny)
Bonding  – amerykański internetowy serial (czarna komedia, komedio-dramat), którego twórcą jest Rightor Doyle.
Wszystkie 7 odcinków pierwszej serii zostało udostępnionych 24 kwietnia 2019 roku na platformie Netflix

## Fabuła
Serial opowiada o Tiffany, która składa Peterowi nietypową propozycję.

## Obsada

### Główna
- Zoe Levin jako Tiffany "Tiff" Chester/Mistress May
- Brendan Scannell jako Pete/Master Carter

### Pozostałe role
- Micah Stock jako Doug
- Kevin Kane jako profesor Charles
- Stephanie Styles jako Kate
- D'Arcy Carden jako Daphne
- Theo Stockman jako Josh
- Alex Hurt jako Frank
- Gabrielle Ryan jako Portia
- Eric Berryman jako Andy
- Charles Gould jako Fred
- Matthew Wilkas jako Rolph
- Jade Elysan jako Cat Dom
- Alysha Umphress jako Murphy
- Amy Bettina jako Chelsea
- Stephen Reich jako Trevor

## Odcinki
| Sezon | Odcinki | Oryginalna emisja w Netflix | Oryginalna emisja w Netflix | Oryginalna emisja w Netflix Polska | Oryginalna emisja w Netflix Polska | Oryginalna emisja w Netflix Polska |
| Sezon | Odcinki | Premiera sezonu             | Finał sezonu                | Premiera sezonu                    | Finał sezonu                       |                                    |
| ----- | ------- | --------------------------- | --------------------------- | ---------------------------------- | ---------------------------------- | ---------------------------------- |
| 1     | 7       | 24 kwietnia 2019            | 24 kwietnia 2019            | 24 kwietnia 2019                   | 24 kwietnia 2019                   |                                    |

### Sezon 1 (2019)
| Nr | Tytuł                         | Reżyseria     | Scenariusz    | Premiera w Netflix | Premiera w Netflix Polska |
| -- | ----------------------------- | ------------- | ------------- | ------------------ | ------------------------- |
| 1  | Old Friends, New Names        | Rightor Doyle | Rightor Doyle | 24 kwietnia 2019   | 24 kwietnia 2019          |
| 2  | Pete Shy                      | Rightor Doyle | Rightor Doyle | 24 kwietnia 2019   | 24 kwietnia 2019          |
| 3  | The Past Is Not Always Behind | Rightor Doyle | Rightor Doyle | 24 kwietnia 2019   | 24 kwietnia 2019          |
| 4  | Let's Get Physical            | Rightor Doyle | Rightor Doyle | 24 kwietnia 2019   | 24 kwietnia 2019          |
| 5  | Double Date                   | Rightor Doyle | Rightor Doyle | 24 kwietnia 2019   | 24 kwietnia 2019          |
| 6  | Penguins                      | Rightor Doyle | Rightor Doyle | 24 kwietnia 2019   | 24 kwietnia 2019          |
| 7  | Into The Woods                | Rightor Doyle | Rightor Doyle | 24 kwietnia 2019   | 24 kwietnia 2019          |

## Produkcja
14 grudnia 2018 roku  platforma Netflix ogłosiła zamówienie pierwszego sezon serialu.